# I Piombi di Venezia
I Piombi di Venezia è un film del 1953 diretto da Gian Paolo Callegari.

## Trama
La flotta comandata da Orsenigo, dopo una spedizione contro i ribelli dalmati; ne imprigiona il capo e la figlia Nicla e rientra a Venezia. In assenza del Doge, la moglie istiga il comandante dell'opposizione dando al Consiglio dei Dieci una versione diversa degli avvenimenti chiedendone così la condanna a morte. Il giovane ufficiale Bragadin che è innamorato di Nicla, accusa Orsenigo di essersi impossessato di un ingente bottino avvenuto nei saccheggi dei villaggi. Il Consiglio condanna a morte il capo dei ribelli ed assegna ad Orsenigo la figlia come schiava. Bragadin per sollecitare il rientro del Doge, si mette d'accordo con Tintoretto ed altri amici mandandogli un messaggero che non arriverà mai perché Donna Diamante Orsenigo lo farà uccidere. Bragadin a causa di un vivace scontro verbale con Orsenigo verrà arrestato insieme a Nicla e condannati a morte. Tintoretto e gli altri amici di Bragadin faranno una rivolta vincendo la battaglia. Una volta arrivato il Doge, i colpevoli saranno puniti e così Bragadin e Nicla saranno finalmente liberati.

## Distribuzione
- Italia: 10 febbraio 1953
- Francia: 22 maggio 1953
- Germania Ovest: 24 agosto 1954
- Austria: agosto 1956

### Altri titoli
- Austria: Die Sklavin von Venedig
- Belgio (titolo fiammingo): De gevangene van Venetië
- Belgio (titolo francese): Le prisonnier de Venise
- Brasile: O Carrasco de Veneza
- Francia: Le bourreau de Venise
- Germania Ovest: Die Sklavin von Venedig